# Lepisorus tricholepis
Lepisorus tricholepis är en stensöteväxtart som beskrevs av Shing och Y. X. Lin. Lepisorus tricholepis ingår i släktet Lepisorus och familjen Polypodiaceae. Inga underarter finns listade.